# Malvathu Oya
Malvathu Oya – druga pod względem długości rzeka Sri Lanki. Liczy 164 kilometrów. Źródła w środkowej części kraju, uchodzi do Zatoki Mannar. Nad rzeką leży miasto Anuradhapura.